# Аззедін Аманаллах
Аззедін Аманаллах (араб. عز الدين أمان الله, нар. 7 квітня 1956, Марракеш) — марокканський футболіст, що грав на позиції півзахисника за клуб «Діфаа», низку французьких команд, а також національну збірну Марокко.

## Клубна кар'єра
У дорослому футболі дебютував 1977 року виступами за команду «Діфаа», в якій провів шість сезонів.
1983 року був запрошений до французького друголігового «Безансона», з якого 1986 року перейшов до «Ніора». Допоміг цій команді 1987 року перемогти у Лізі 2 і наступний сезон відіграв в елітному французькому дивізіоні.
Завершив ігрову кар'єру у французькому «Генгамі», за яку виступав протягом 1988—1990 років.

## Виступи за збірну
1981 року дебютував в офіційних матчах у складі національної збірної Марокко.
У складі збірної був учасником чемпіонату світу 1986 року у Мексиці.